# Gedser
Gedser [ˈgɛsəʀ] ist eine Stadt mit 659 Einwohnern (Stand 1. Januar 2023) in Dänemark auf der Insel Falster, südlich von Nykøbing, und wichtiger Fährhafen für den Verkehr über die Ostsee zwischen Deutschland und Skandinavien.
Nahe der Stadt liegt die Gedser Odde, der geografisch südlichste Punkt Dänemarks und damit ganz Skandinaviens.
Die Fähren der Reederei Scandlines fahren im Zweistundentakt nach Rostock.
Außer dem Fischerei- und Fährhafen im Süden verfügt Gedser noch über einen Yachthafen (Gedser Lystbådehavn) im Westen der Stadt.

## Geschichte

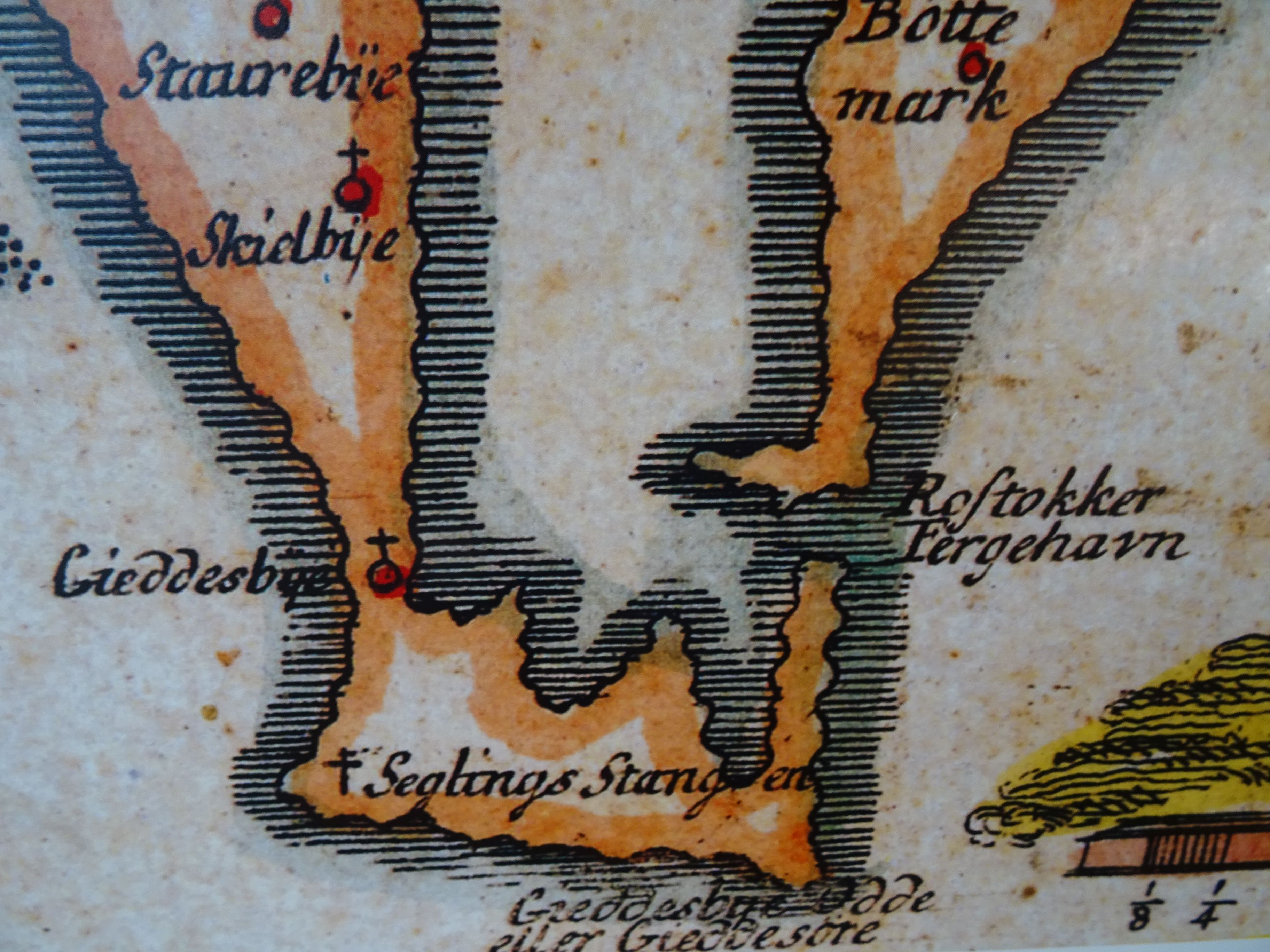
Historische Karte von Südfalster, 19. Jahrhundert, vor Existenz von Hafen und Ort Gedser

Bis Ende des 19. Jahrhunderts war der Ort Gedesby, Zentrum des Kirchspiels (dän.: Sogn) Gedesby Sogn der südlichste Ort auf Falster. Eine Siedlung im Bereich des heutigen Ortes Gedser gab es nicht. Von einem Naturhafen an der Bucht Bøtø Nor östlich von Gedesby fuhren Schiffe nach Deutschland. Um 1870 beschloss man, die Bucht trockenzulegen und einen neuen Fährhafen an der Südspitze von Falster anzulegen. 1883 wurde die Fährlinie Gedser–Warnemünde eröffnet. Um den Hafen entwickelte sich der Ort Gjedser (damalige Schreibweise).
Gedser gehörte bis 1970 zur Harde Falsters Sønder Herred im Maribo Amt, ab 1970 zur Sydfalster Kommune im damaligen Storstrøms Amt, die im Zuge der Kommunalreform zum 1. Januar 2007 in der Guldborgsund Kommune in der Region Sjælland aufgegangen ist. Am 1. Oktober 2010 wurde der ehemalige Kirchenbezirk Gedser Kirkedistrikt, in dem Gedser liegt, mit der Abschaffung der dänischen Kirchenbezirke ein selbständiges Sogn Gedser Sogn.
Während des Kalten Krieges war Gedser ein besonders exponierter Vorposten der westlichen Staaten gegenüber dem Ostblock. Anfang der 1960er Jahre kamen noch Ausflugsschiffe aus der DDR bis kurz vor die dänische Küste. Gelegentlich sprangen DDR-Passagiere ab und versuchten an die Küste zu schwimmen. Andere DDR-Flüchtlinge erreichten Gedser schwimmend oder mit kleinen Booten von der Mecklenburgischen Küste aus.
In dieser Zeit war Gedser auch als Militärischer Vorposten interessant. Besonders intensiv wurde der Schiffsverkehr aus dem Warschauer Pakt beobachtet, der die nahe gelegene Kadetrinne passierte. Heute weisen noch einige leerstehende Bauwerke auf diese Zeit hin.
Von 1903 bis 1995 war der Ort Ausgangspunkt der Eisenbahnfährlinie Gedser–Warnemünde, die dann durch die Fährverbindung in den Rostocker Überseehafen ersetzt wurde. Zwischen 1951 und 1963 bestand als Interimslösung  eine Eisenbahnfähre Großenbrode–Gedser. Diese Linie war notwendig geworden, da Warnemünde nach 1945 in der SBZ, später in der DDR, lag und die Bundesrepublik Deutschland eine eigene Fährverbindung nach Dänemark benötigte. Die Linie Gedser–Großenbrode wurde durch die Vogelfluglinie von Puttgarden nach Rødbyhavn abgelöst. Von 1963 bis 1990 gab es zusätzlich eine Autofähre Gedser–Travemünde, die als Konkurrent zur Vogelfluglinie fuhr; jene war nach Ausbau des Straßennetzes der Vogelfluglinie nicht mehr rentabel.

## Verkehr

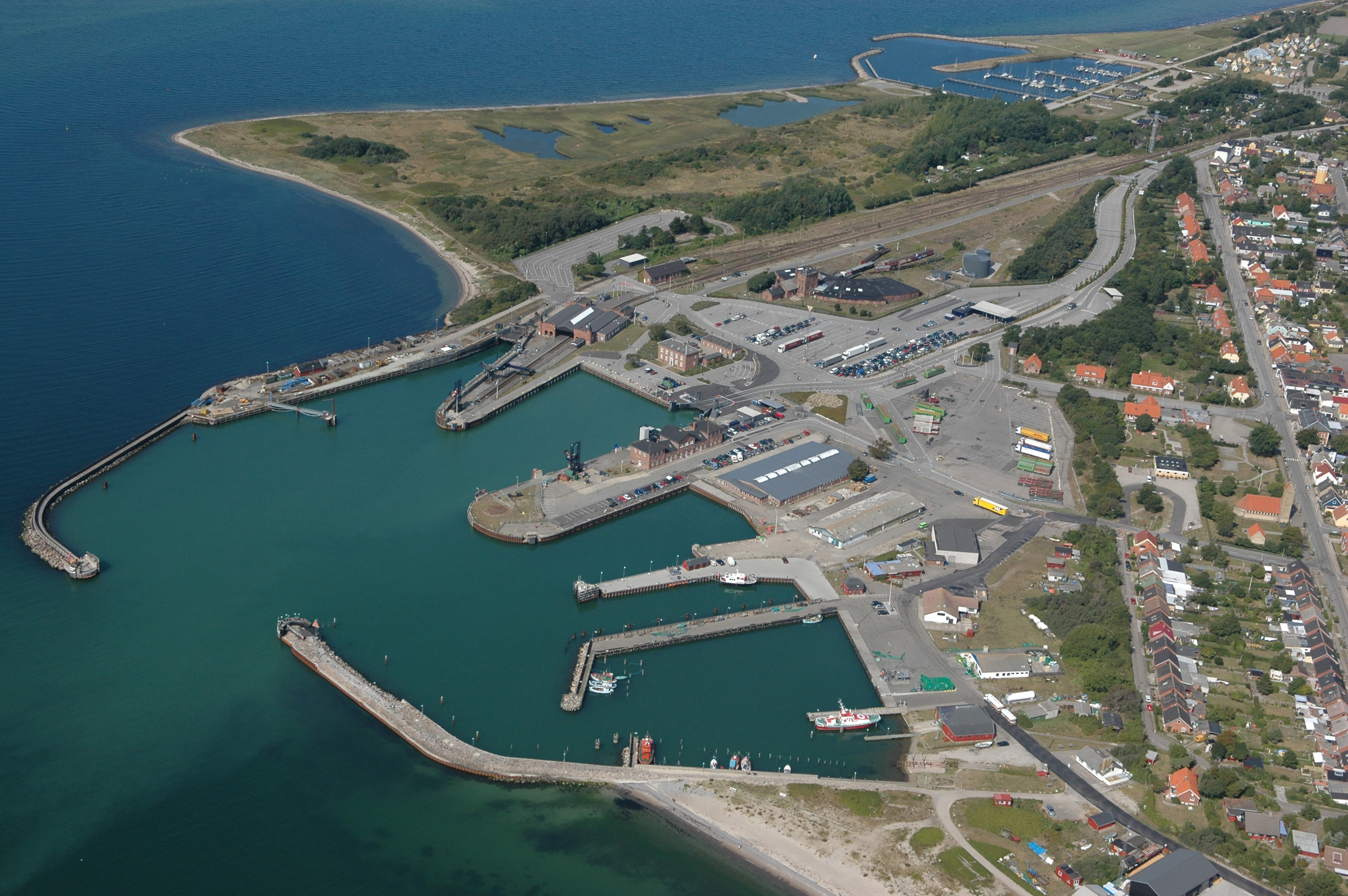
Fährhafen Gedser. Im Hintergrund erkennt man den Yachthafen.

Die Bahnstrecke nach Nykøbing wurde seit 1995 fast völlig durch eine Busverbindung ersetzt. Ein letztes Regionalzugpaar verkehrte jeden Vormittag zwischen Gedser und Kopenhagen, ab dem Sommer 2007 fuhren versuchsweise wieder zwei Zugpaare täglich. Zum 6. Dezember 2009 wurde der Personenverkehr auf der Gedserbahn von Gedser nach Nykøbing Falster eingestellt. Im Sommer 2011 wurden die Gleisanlagen im Bereich des Hafens vollständig entfernt.
Gedser liegt am Radweg Berlin–Kopenhagen und der europäischen EuroVelo-Route 7 und ist damit nicht nur von Berlin und Kopenhagen, sondern auch von Schweden, Tschechien und Italien mit dem Fahrrad gut erreichbar.

## Bauwerke
Auf dem Wege aus der Stadt in östliche Richtung nach Gedser Odde trifft man auf den historischen Leuchtturm von 1802 – Gedser Fyr, der nicht für den Publikumsverkehr geöffnet ist.
1957 wurde auf einem bestehenden Turm eines Windmotors die von Johannes Juul konstruierte Gedser-Windkraftanlage in Betrieb genommen. Diese war bis 1967 in Betrieb und wurde 1979 reaktiviert, um Daten für das Windkraftprogramm der NASA zu gewinnen. Heute gilt die Anlage als „Archetyp“ der „dänischen Windkraftanlage“ und als großer Durchbruch in der Entwicklungsgeschichte der Windkraftanlagen Maschinenhaus und Rotor sind heute museal ausgestellt. Zudem wurde ihr Design 2006 in Dänemarks Kulturkanon aufgenommen.

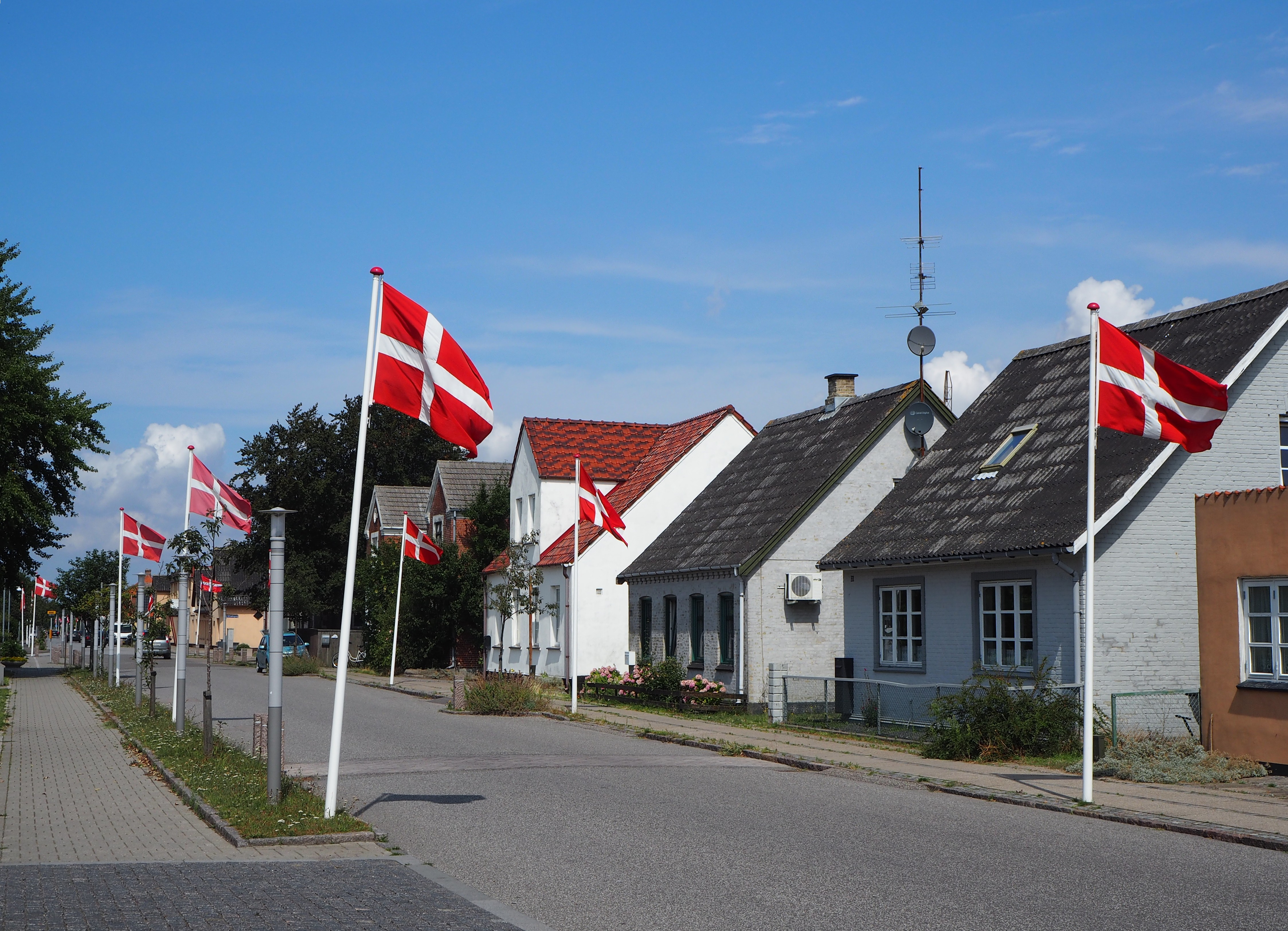
Gedser Hauptstraße